# 앨러스터 매켄지
앨러스터 매켄지(영어: Alastair Mackenzie, 1970년 2월 8일 ~ )는 영국의 배우이다.

## 방송
- 더 로크

## 영화
- 피털루 (2018년)
- 아웃로 킹 (2018년) - 애솔 경 역
- 93 데이즈 (2016년)
- 더 베일 (2016년) - 마이클 역
- 컴퍼니 오브 히어로즈 (2013년) - 챔블리스 역
- 더 스위터 사이드 오브 라이프 (2013년) - 벤니 크리스토페 역
- 락 앤 러브 (2011년) - 마크 역
- 퍼펙트 센스 (2011년) - 바이러스 학자 역
- 사랑의 순간 (2008년)
- 뉴 타운 킬러 (2008년)
- 할람 포 (2007년)
- 스너프 무비 (2005년)
- 최후의 황무지 (2002년)